# Bovijoppa monitor
Bovijoppa monitor är en stekelart som först beskrevs av Morley 1919.  Bovijoppa monitor ingår i släktet Bovijoppa och familjen brokparasitsteklar. Inga underarter finns listade.